# Coachee
Zum Coachee wird eine Person, wenn sie ein Coaching in Anspruch nimmt. Der Begriff Coachee ist in Analogie zum Begriffspaar Trainer/Trainee entstanden. Es handelt sich aber nicht um ein untergeordnetes Verhältnis: Coachees befinden sich in der sozialen Interaktion mit dem Coach immer auf Augenhöhe. Coach und Coachee sind gleichberechtigte Parteien.
Die Begriffe Kunde oder Klient, die im Deutschen häufig synonym benutzt werden, beschreiben das Verhältnis zwischen Coach und Coachee nur unzureichend. Kunden oder Klienten befinden sich oft in passiven Beratungssituationen oder erwerben lediglich eine Dienstleistung, die von einem Experten erbracht wird. Das Verhältnis von Coachee zu seinem Coach ist strenger definiert. Der Coachee ist immer aktiv in den Coaching-Prozess involviert und entwickelt die Lösungsansätze selbst, seine Rolle als Coachee ist zeitlich begrenzt.